# Mount Adams Wilderness
La Mount Adams Wilderness est une aire sauvage (Wilderness) américaine de 191 km2 située dans le centre de l’État de Washington au nord-ouest des États-Unis.
La zone sauvage s'étend à l'ouest du mont Adams, un des plus importants volcans de la chaine des Cascades. Elle est localisée à l'intérieur de la forêt nationale de Gifford Pinchot.
Différentes activités y sont permises comme la marche et l'escalade. Un permis est toutefois obligatoire pour monter sur le volcan au-dessus de 2 130 m (7 000 pieds) d'altitude. La partie orientale de la montagne appartient à la tribu amérindienne des Yakamas et certaines zones ne sont accessibles qu'aux membres de cette tribu. Le Pacific Crest Trail passe dans la région.